# Municipio de Franklin (condado de Franklin, Kansas)
El municipio de Franklin (en inglés: Franklin Township) es un municipio ubicado en el condado de Franklin en el estado estadounidense de Kansas. En el año 2010 tenía una población de 3065 habitantes y una densidad poblacional de 33,29 personas por km².

## Geografía
El municipio de Franklin se encuentra ubicado en las coordenadas 38°41′55″N 95°7′19″O / 38.69861, -95.12194. Según la Oficina del Censo de los Estados Unidos, el municipio tiene una superficie total de 92.06 km², de la cual 91,29 km² corresponden a tierra firme y (0,83 %) 0,77 km² es agua.

## Demografía
Según el censo de 2010, había 3065 personas residiendo en el municipio de Franklin. La densidad de población era de 33,29 hab./km². De los 3065 habitantes, el municipio de Franklin estaba compuesto por el 95,6 % blancos, el 0,62 % eran afroamericanos, el 0,59 % eran amerindios, el 0,59 % eran asiáticos, el 0,75 % eran de otras razas y el 1,86 % eran de una mezcla de razas. Del total de la población el 2,9 % eran hispanos o latinos de cualquier raza.